# Julian Mermon
Julian Tytus Mermon (ur. 2 grudnia 1894 w Krakowie, zm. 26 lutego 1940 w Palmirach) – lekarz z tytułem doktora wszech nauk lekarskich, podpułkownik lekarz Wojska Polskiego.

## Życiorys
Urodził się 2 grudnia 1894. Był synem Henryka i Rozalii z domu Baar. W 1913 zdał egzamin dojrzałości w Gimnazjum św. Jacka w Krakowie. W tym samym roku podjął studia medycyny na Collegium Medicum Uniwersytetu Jagiellońskiego.
Po wybuchu I wojny światowej wstąpił do oddziałów strzeleckich, asystował dr. Jerzemu Aleksandrowiczowi w 5 batalionie. Później służył w szeregach Legionów Polskich. Był pomocnikiem lekarza w 5 pułku piechoty w składzie II Brygady. 1 listopada 1916 roku został mianowany chorążym sanitarnym. Był dwukrotnie ranny.
U kresu wojny w listopadzie 1918 został przyjęty do Wojska Polskiego. Uczestniczył w wojnie polsko-bolszewickiej. Został awansowany do stopnia kapitana podlekarza ze starszeństwem z dniem 1 czerwca 1919. Jako oficer nadetatowy 1 batalionu sanitarnego z przydziałem w 1923 jako młodszy lekarz pułku do 12 pułku piechoty, a w 1924 do 7 pułku ułanów, w tym czasie był odkomenderowany do kontynuowania studiów na Uniwersytecie Warszawskim. 25 marca 1925 uzyskał tytuł naukowy doktora. Zweryfikowany do stopnia kapitana lekarza w korpusie oficerów sanitarnych ze starszeństwem z dniem 1 czerwca 1919. Od 10 kwietnia 1925 był lekarzem 4 pułku ułanów, następnie od 16 maja 1925 lekarzem i od 31 października 1927 lekarzem naczelnym 1 dywizjonu pociągów pancernych. Został awansowany do stopnia majora lekarza ze starszeństwem z dniem 1 stycznia 1929. Od 1932 do kresu istnienia II Rzeczypospolitej 1939 był starszym lekarzem 2 batalionu mostów kolejowych. Został awansowany do stopnia podpułkownika lekarza 19 marca 1939. Był także lekarzem naczelnym garnizonu Legionowo. 14 lipca 1939 mianowany lekarzem 2 batalionu balonowego.
Podczas II wojny światowej 26 lutego 1940 został rozstrzelany przez Niemców w Palmirach. Został pochowany na tamtejszym cmentarzu.

## Odznaczenia i ordery
- Krzyż Niepodległości (1931)[14]
- Krzyż Walecznych – czterokrotnie